# کلوپیموزید
کلوپیموزید(به انگلیسی: Clopimozide) (R-29,764) یک داروی ضد روان پریشی تیپیکال از دسته دی‌فنیل‌بوتیل‌پیپریدینها است. این ترکیب دارای قدرت اثر بسیار بالا و مدت زمان اثرگذاری بسیار طولانی است، به طوری که با حداقل یک دوز در هفته تاثیر آن در بدن دوام می‌آورد. این دارو توسط شرکت جانسن فارماسیوتیکا ساخته شد اما هرگز به بازار عرضه نشد.